# Ángeles sin cielo
Pour plus de détails, voir Fiche technique et Distribution.
Ángeles sin cielo est un film hispano-italien réalisé par Sergio Corbucci et Carlos Arévalo, sorti en 1957.

## Fiche technique
- Titre : Ángeles sin cielo ou Il ragazzo dal cuore di fango
- Réalisation : Sergio Corbucci et Carlos Arévalo
- Scénario : Sergio Corbucci et Francisco Elías
- Photographie : Bitto Albertini
- Musique : Augusto Algueró
- Production : Federico Aicardi et Carlo Nati
- Pays d'origine : Espagne - Italie
- Format : Noir et blanc - Mono
- Genre : drame
- Date de sortie : 1957

## Distribution
- Renato Baldini : Dr Luis Losada
- Marujita Díaz : Carmen
- Decimo Cristiani : Sebas
- Manolita Barroso : Nati
- Miguel Ángel Rodríguez : Polilla
- Félix Fernández : Padre Juan
- José Calvo : Compinche de Curro